# Жозе Марія Фіделіс дос Сантос
Жозе Марія Фіделіс дос Сантос (порт. Fidélis; 13 березня 1944, Сан-Жозе-дус-Кампус — 28 листопада 2012, Сан-Жозе-дус-Кампус) — бразильський футболіст, що грав на позиції захисника.
Виступав, зокрема, за клуби «Бангу» та «Васко да Гама», а також національну збірну Бразилії.

## Клубна кар'єра
Фіделіс почав виступи у своєму рідному місті Сан-Жозе-дус-Кампус. В одному з матчів його команди «Корітінья до Жардім Пауліста», його помітив лейтенант Бразильських ВПС, Тененте Кавалканті, який, в 1962 році, запросив його в клуб «Бангу». Він дебютував у складі клубу 23 червня 1963 року в матчі турніру Інсініо проти «Америки» (Ріо), що завершився внічию 1:1. Всього у своєму першому сезоні він провів 4 гри. Наступного сезону клуб очолив Тім, який зробив ставку на правого захисника, що провів 55 матчів, ставши за цим показником, найкращим у команді. У наступному сезоні, 15 серпня 1965 року, в матчі з «Флуміненсе» (2:2), Фіделіс забив свій перший гол у складі «Бангу». До 1966 року у «Бангу» підібралася дуже сильна команда: 
«Це був незвичайний час, добре підготовлені гравці-друзі, де патрон (Кастор), правив бал». Фіделіс
Клуб дійшов до фіналу чемпіонату штату Ріо-де-Жанейро, де обіграв з рахунком 3:0 «Фламенго», а Фіделіс, за його словами, провів найкращий матч у своєму житті. Після цього він провів ще два сезони в клубі і 1967 року зіграв з командою у United Soccer Association, американському турнірі, в якому грали команди з Європи та Південної Америки під франшизою клубів США. «Бангу» представляв «Х'юстон Старз» і фінішував у Західному дивізіоні на четвертому місці. Останній матч за «Бангу» Фіделіс зіграв 1 грудня 1968 року проти клубу «Атлетіко Паранаенсе» (2:2) на турнірі Роберто Гомеса Педроси.
2 лютого 1969 року Фіделіс був проданий в клуб «Васко да Гама». Там Фіделіс провів 5 сезонів, вигравши свій другий титул чемпіона Ріо, а також переміг у чемпіонаті Бразилії. Згодом він виступав за «Америку» (Ріо) та клуб «АБС», з яким переміг у чемпіонаті штату Ріу-Гранді-ду-Норті.
Завершив ігрову кар'єру у команді «Сан-Жозе», за яку виступав протягом 1979—1981 років. а потім працював тренером цього клубу. Пізніше Фіделіс працював у футбольній школі в рідному Сан-Жозе-дус-Кампус.

## Виступи за збірну
5 червня 1966 року дебютував в офіційних іграх у складі національної збірної Бразилії у товариському матчі проти Польщі (4:1). А вже наступного місяця у складі збірної був учасником чемпіонату світу 1966 року в Англії, де зіграв у одному матчі проти Португалії (1:3), а його команда сенсаційно не вийшла з групи.
Після «мундіалю» за збірну більше не грав. Загалом протягом кар'єри у національній команді, яка тривала 1 рік, провів у її формі 6 матчів, забивши 1 гол.
Помер 28 листопада 2012 року на 69-му році життя у місті Сан-Жозе-дус-Кампус від раку шлунка.

## Титули і досягнення
- Переможець Ліги Каріока (2):

«Бангу»: 1966
«Васко да Гама»: 1970
- Чемпіон Бразилії (1):

«Васко да Гама»: 1974